# Daniel Goodfellow
Daniel Goodfellow (ur. 19 października 1996 w Cambridge) – brytyjski skoczek do wody, brązowy medalista z Rio de Janeiro 2016 i olimpijczyk z Tokio 2020, mistrz świata i Europy.

## Udział w zawodach międzynarodowych
| Impreza                       | Rok  | Miejsce        | Konkurencja                            | Wynik  | Wynik   |
| Impreza                       | Rok  | Miejsce        | Konkurencja                            | Punkty | Miejsce |
| ----------------------------- | ---- | -------------- | -------------------------------------- | ------ | ------- |
| Igrzyska olimpijskie          | 2016 | Rio de Janeiro | wieża 10 m synchronicznie mężczyzn     | 444,45 | brąz    |
| Igrzyska olimpijskie          | 2020 | Tokio          | trampolina 3 m synchronicznie mężczyzn | 382,80 | 7.      |
| Mistrzostwa świata w pływaniu | 2013 | Barcelona      | wieża 10 m indywidualnie               | 318,55 | 28.     |
| Mistrzostwa świata w pływaniu | 2017 | Budapeszt      | wieża 10 m synchronicznie mężczyzn     | 418,02 | 4.      |
| Mistrzostwa świata w pływaniu | 2017 | Budapeszt      | konkurs drużynowy                      | 303,15 | 13.     |
| Mistrzostwa świata w pływaniu | 2019 | Gwangju        | trampolina 3 m synchronicznie mężczyzn | 415,02 | srebro  |
| Mistrzostwa świata w pływaniu | 2024 | Doha           | konkurs drużynowy                      | 421,65 | złoto   |
| Mistrzostwa Europy w pływaniu | 2016 | Londyn         | wieża 10 m synchronicznie mężczyzn     | 444,30 | srebro  |
| Mistrzostwa Europy w pływaniu | 2018 | Glasgow        | trampolina 3 m indywidualnie           | 437,75 | 4.      |
| Mistrzostwa Europy w pływaniu | 2020 | Budapeszt      | trampolina 3 m synchronicznie mężczyzn | 360,63 | 6.      |